# Genschmar
Genschmar ist ein Ort im Landkreis Märkisch-Oderland in Brandenburg und ein Ortsteil der Gemeinde Bleyen-Genschmar. Die Gemeinde entstand am 31. Dezember 2001 aus dem freiwilligen Zusammenschluss der bis dahin selbständigen Gemeinden Bleyen und Genschmar.

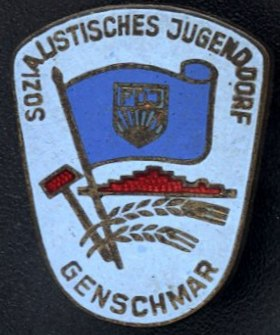
Abzeichen für Teilnehmer am Ferienlager

Zusammen mit den Gemeinden Alt Tucheband, Golzow, Küstriner Vorland und Zechin werden die Amtsgeschäfte durch das Amt Golzow seit 1992 getätigt.

## Geografische Lage
Die Gemeinde liegt im östlichen Oderbruch an der hier die Grenze zwischen Deutschland und Polen bildenden Oder.

## Ortsgliederung und Verwaltung
Der Ort Genschmar besteht aus den bewohnten Gemeindeteilen Genschmar, Genschmarer Loose, Henriettenhof, Nieschen und Wilhelminenhof. Ortsvorsteher ist Heinz Wilke.

## Geschichte
Genschmar wurde als „Gentzmer“ erstmals 1405 im Register des Bistums Lebus erwähnt. Der Name Gentzmer (seit 1598 Genschmar) könnte etymologisch auf die slawische Form eines vorslawischen Gewässernamens auf -mar (=wässriges Gelände) zurückzuführen sein, was der geographischen Lage entspräche. Zum anderen könnte die slawische Form des germanischen Wortes Gansmari (alt- und mittelhochdeutsch „Gans“) Namensgeber sein. Das am 29. Mai 1997 beschlossen Wappen greift diese Deutungen als redendes Wappen auf.
1953 wurde die LPG im Ort gegründet.
1958 organisierte die Freie Deutsche Jugend (FDJ) ein Sozialistisches Aufbaulager zur Errichtung eines sozialistischen Jugenddorfes, bei dem Lehrlinge der Berufsschule Seelow 4.500 Aufbaustunden leisteten und einen Wert von 280.000 Mark schufen.

### Einwohnerentwicklung
| Jahr      | 1875 | 1890 | 1910 | 1925 | 1933 | 1946 | 1995 | 2000 | 2009 | 2022 |
| Einwohner | 977  | 867  | 743  | 752  | 752  | 527  | 341  | 338  | 309  | 273  |

## Politik

### Wappen
| Wappen von Genschmar | Blasonierung: „In Grün über einem von Silber und Blau durch Wellenschnitt geteilten Schildfuß zwei einander zugewendete, schnatternde, goldbewerte silberne Gänse.“ |
| Wappen von Genschmar | |

### Flagge
„Die Flagge ist Grün – Weiß – Grün (1:2:1) gestreift und mittig mit dem Gemeindewappen belegt.“